# Indotipula acentrota
Indotipula acentrota är en tvåvingeart som först beskrevs av Edwards 1932.  Indotipula acentrota ingår i släktet Indotipula och familjen storharkrankar. Inga underarter finns listade i Catalogue of Life.